# 明尼蘇達都會運輸藍線
明尼蘇達都會運輸藍線（英語：Metro Blue Line），是明尼蘇達都會運輸的一條路線，前稱海華沙線（Hiawatha Line），全長12.3英里（19.8），位於美國明尼蘇達州亨內平郡，從明尼亞波利斯市區延伸到南邊的郊區布魯明頓，沿途行經標靶球場、都會巨蛋、明尼阿波利斯－圣保罗国际机场以及美國購物中心。2013年5月18日起改稱藍線。
藍線是由雙城地區的主要公車營運商Metro Transit所經營，其乘客量約占Metro Transit總乘客量的12%。本鐵路開始營運後不到兩年，就已超越2020年的營運目標每日24,800人次。在2008年因油價高漲的緣故，本鐵路的總搭乘人次高達1,020萬，尤其在第三季，平均每日有35,500人次搭乘。若以平均每單位路線長度的搭乘人次來看，本鐵路比洛杉磯捷運的輕軌路線還要繁忙。

## 車站與發展
沿線的19個車站都具有各自的建築風格，反映出鄰近社區的特色。此構想在當地並非首創，因市內許多高運量公車路線的車站也都具有獨特的風格。由於明尼亞波利斯的人口組成特殊，售票機提供了四種語言的操作說明：英語、西班牙語、索馬利語和苗語。大多數的站間行駛時間約為2分鐘；機場的兩個航站原本透過供接駁公車往來，但本鐵路完工後已取代了接駁公車的用途。在機場兩個航站的範圍內乘坐本鐵路不需付費。

### 標靶球場站的興建
2008年11月完工的軌道焊接，使本鐵路向西北延伸了數個街區，通到明尼蘇達雙城隊的新球場標把球場旁邊。新設置的標把球場站，在2009年11月14日開幕了。標把球場站共分兩層，其中上層供海華沙輕軌鐵路和計劃中的中央走廊鐵路使用，下層則有BNSF鐵路的月台，供北極星列車使用。此外，西南走廊輕軌鐵路的某些計劃方案，提議將西南走廊輕軌接在海華沙輕軌的尾端，共用標靶球場站。

### 布魯明頓的新車站
聯邦政府提供的資金，使介於第2航廈-漢弗萊站與布魯明頓中央站之間的美國大道站得以建立。美國大道站原先包含在本鐵路的最初計劃中，但後來計劃變更，直接把車站設在美國購物中心。由於所需的地下基礎建設早在開闢本鐵路時就已設置，美國大道站在不影響鐵路營運的情況下順利完工，並於2009年12月12日啟用。

### 2009年的月台擴建
2009年夏天，擴建月台的工作開始進行，使列車的車廂數上限從每列2節增加到每列3節。這麼一來，就能在不增加班表密度或駕駛人數的情況下，滿足日益增長的搭乘需求。月台擴建預計在2010年3月完工。2008年的乘客人數比2007年足足多了20%，同時也比原先預估的2020年搭乘人數多出20%。

## 服務
2004年6月26日海華沙輕軌鐵路開幕當天，職員、保安和義工隆重舉行免費試乘活動。根據官方估計，那天約有30,000人前來免費搭乘這條電氣化鐵路的列車。各車站準備了表演節目與食物，以招待等待搭車的人潮。
本鐵路收取的車資，與Metro Transit的其他市內公車路線相同。持有公車轉乘卡的旅客，可直接憑卡搭乘本鐵路而不需另外付費。採用稱為Go-To Card的智慧卡付費系統，原本預計在2004年6月和本鐵路同步登場，但因為軟體上的錯誤，而延後了啟用的時程。到了2006年9月，軟體錯誤已經解決，Go-To Card也已能正常使用。
本鐵路在離峰時間的班距為10分鐘；尖峰時間的班距為7.5分鐘；深夜時間的班距則為30分鐘。除了在機場航廈之間24小時營運之外，其餘路段每晚停駛約4小時。每節車廂共有66個座位與120個立位，在尖峰時間兩節車廂有時會串聯行駛以增加運輸量。若搭乘需求增加到需要將三節車廂串聯，部分車站的月台設計已能因應，而其餘車站的月台也能輕易擴建。2005年的營運目標為每日19,300人次，2020年則為每日24,600人次。
本鐵路以與其大部分路段平行的海華沙大道（即55號明州州道）命名。路線的最北端數英里，則是行駛在從前密爾瓦基鐵路公司短線鐵路（Short Line）前往密爾瓦基鐵路車站（Milwaukee Road Depot）的路徑上。為了將本鐵路與市內的公車系統整合，本路線的編號為55路。在旅客非常擁擠或輕軌故障時，就會由55路公車協助營運。在本鐵路的第二階段完工之前，155路臨時接駁公車負責行駛斯內靈堡站以南的一些地點。
本鐵路在的車站的藝術布置上，盡了相當程度的努力。在本鐵路通車後數月，一些車站裝設了小型影音播放設備，以提供候車的旅客娛樂和討論的話題。
本鐵路共有兩段隧道，其中較短的一段位於50街站北邊並與海華沙大道平行，使鐵路穿越明尼哈哈風景道路；較長的一段是位於機場的雙孔隧道(南下與北上各一孔)，全長1.7英里（2.7），通往深達70英尺（20）的第1航廈-林德伯格站－－全線唯一完全位於地下的車站。在靠近第2航廈-漢弗萊站處，鐵軌重新回到地面。在興建機場下方的隧道時，有些路段動用了隧道挖掘機。

## 列車

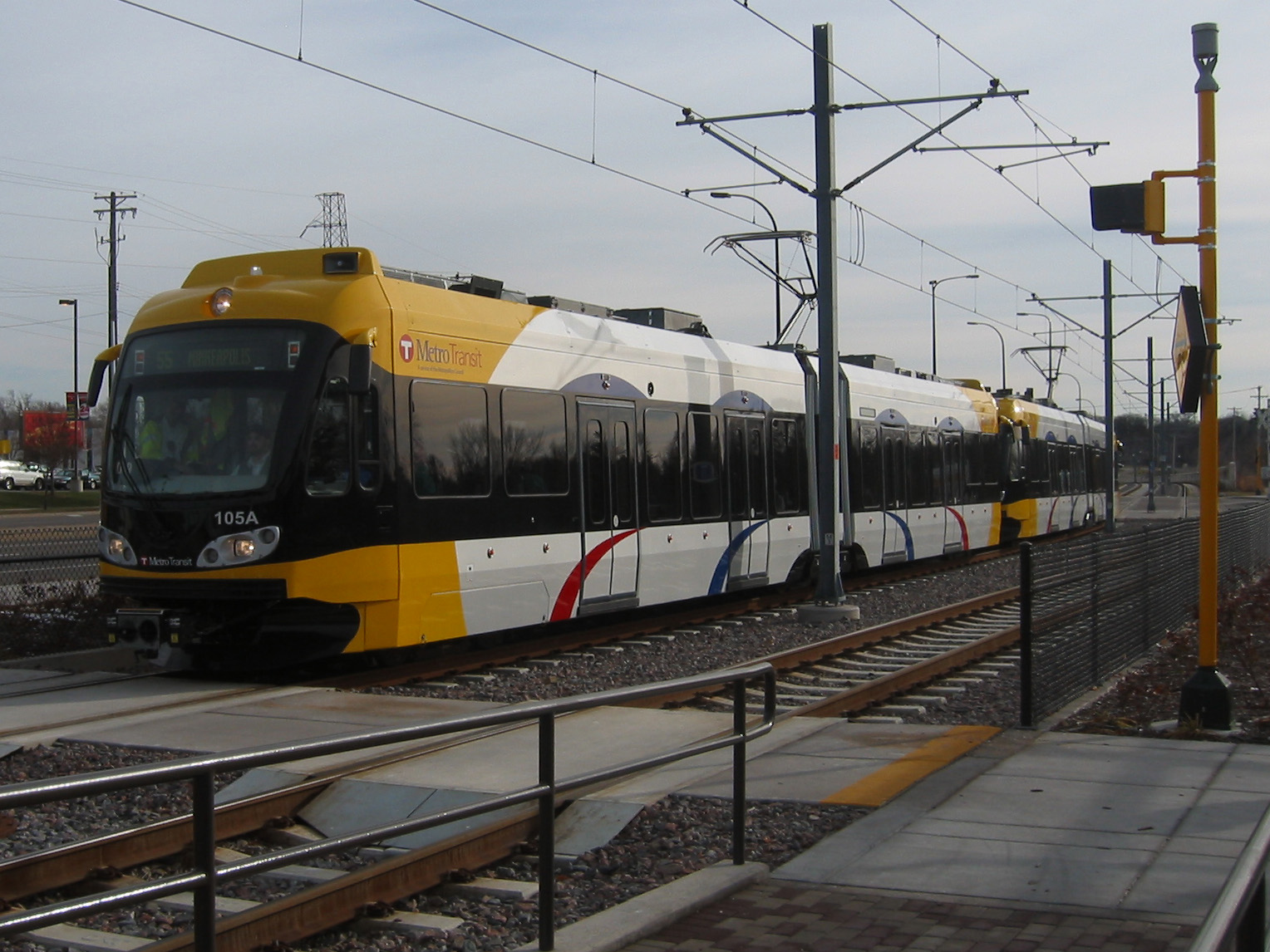
一台具有兩節車廂的海華沙輕軌列車即將從南端駛入46街站。

海華沙輕軌鐵路共有27輛由龐巴迪製造的Flexity Swift高架電纜列車，電力輸出為750伏直流電。最高運行速度可達55英里每小時(89公里每小時)，但一般行駛速度大約在40英里每小時(64公里每小時)以下，尤其是在市區遇上交通阻塞的時候。列車採用70%低地板設計，代表列車的地板有70%離地不超過14英寸（36），相當於月台的高度。這麼一來，乘坐輪椅或其他步行工具的旅客不需經過台階就能上下車；攜帶自行車或滑板的旅客也能輕易搭乘。每輛列車的空重約為107,000磅（49,000）。明尼亞波利斯是美國率先採用此款列車的城市。
本鐵路的列車自從2003年晚期起就開始在軌道上進行試車與訓練。列車的色系主要採用黑色、黃色和灰色，其中黃色是當地早期有軌電車系統常見的顏色。每輛列車分為A、B和C等三段：A和B段分別占據列車前後兩半的大部分空間，C段則位於列車中間的小區域，連接A和B段。列車所需的電力由B段上突起的集電弓所收集。首輛列車在2003年3月19日運抵，到了通車的那個周末，15輛運抵的列車中已有14輛上路運行。首批列車的訂單最後追加到24輛，並全部在2005年初期上路運行。在2006至2007年的冬天，又訂購了三輛列車，其中一輛使用剩餘的建造經費支付，另兩輛則由亨內平郡的資金補助。這使列車總數增加到目前的27輛。
列車的鼻端有一小勺子形的區域，以利鏟雪，這是其他Flexity Swift列車所不具有的。但預料中的除雪方式，是讓列車頻繁行駛而不另外使用鏟雪工具，與早期有軌電車的除雪方式相同，雖然當時的列車前輪也有小型刮削器的設計。
每輛列車上都設有向內與向外照射的監視攝影機，監控乘客的活動等，以維護搭乘安全；車站上也裝有監視攝影機。位於雪松-河畔站與富蘭克林大道站之間的行車控制中心，負責監控攝影機的影像與列車位置。

## 歷史
明尼阿波利斯—聖保羅地區曾經擁有發達的有軌電車網路（多年來由Metro Transit的前身Twin City Rapid Transit經營），但在1950年代停止營運後，軌道均已拆除。
自從1954年有軌電車終止運行後，許多人鼓吹雙城地區重新發展鐵路運輸，主要因素是當地的交通阻塞問題已經比有軌電車停駛時嚴重很多：德州運輸研究所在2003年發表的報告指出，雙城都會區的交通阻塞度排名全美第17，且阻塞成長的速度高居全美第2。交通阻塞同時也是當地居民的主要抱怨項目之一。根據美國2000年人口普查，2000年雙城都會區的人口數為300萬人；到了2020年，預計會增加到400萬人，與亞利桑納州鳳凰城都會區的人口數相當。雖然海華沙輕軌鐵路並不被預期對雙城都會區有太大的影響力，但擁護者希望透過這條鐵路的人氣催化未來的發展。（在營運的第一個月，搭乘人次比營運目標多了99.8%，但官方盡量謹慎避免過早下結論。）
新的鐵路計劃遲遲無法推行，直到1990年代，幾個因素的綜合影響才吸引了當地的政治家。明尼蘇達州州長Jesse Ventura與交通部長Elwyn Tinklenberg大力提倡鐵路運輸計劃，並從聯邦政府爭取到可觀的經費。先前的州長也曾經提倡興建輕軌，但無法使輕軌法案通過。州長Tim Pawlenty競選時曾允諾反對延伸輕軌鐵路，但上任後變更了想法。Pawlenty州長原本也反對當時提議中，自明尼亞波利斯向北延伸的北極星列車通勤鐵路計劃，但後來由於縮減後的計劃被證明有發展潛力，於是在2004年1月改變了心意。

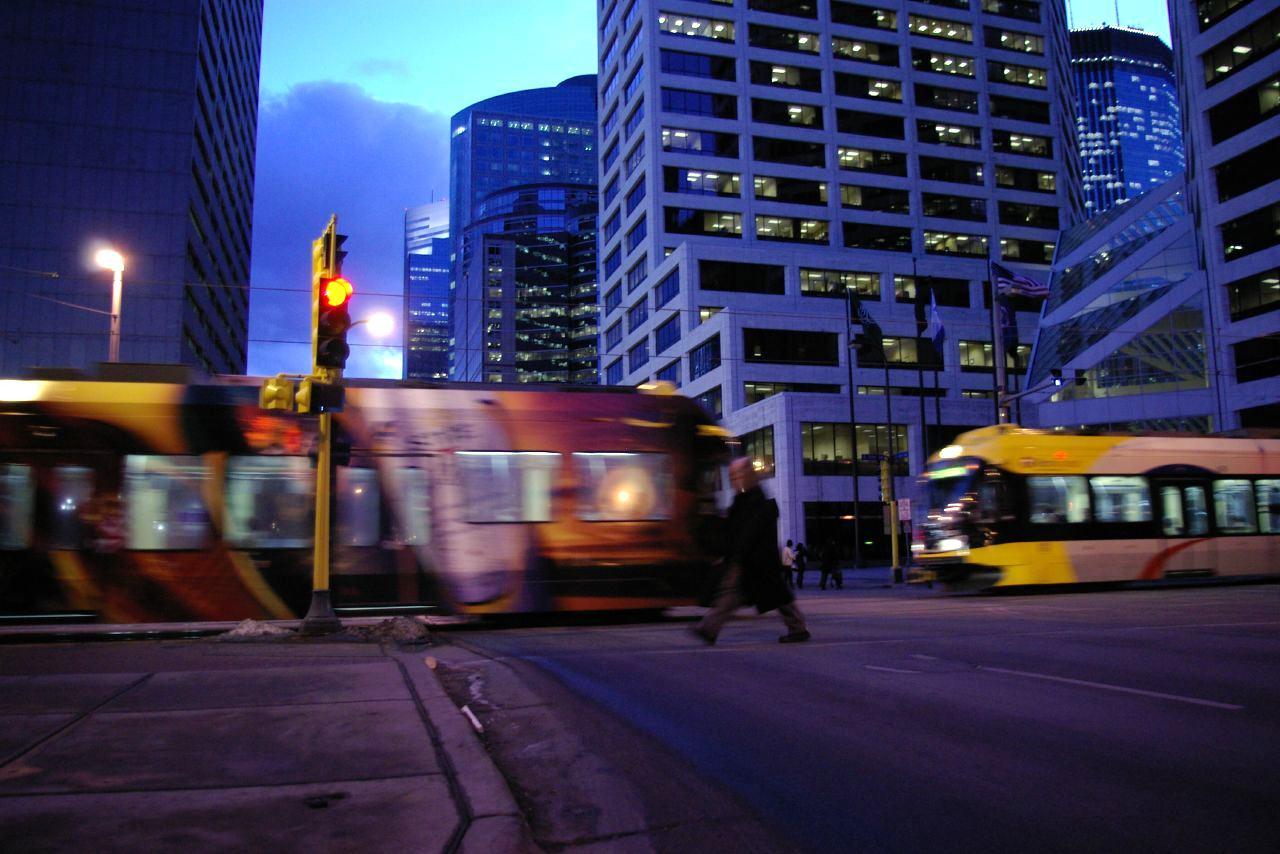
一名行人正在與移動中的列車平行行走

對許多人來說，海華沙輕軌鐵路並非新計劃的最佳選擇。其他熱門的選擇尚有連結明尼亞波利斯與西邊的郊區，但最熱門的大概是中央走廊，經由94號州際公路中央或大學大道（University Avenue）連結明尼亞波利斯與聖保羅。不過，海華沙輕軌鐵路所需的多數土地，早在1960年代就已被州政府因準備蓋一條從市區輻射出去，但後來並未興建的凹槽狀快速道路而收購。此外，將市區連結到機場並至少延伸到美國購物中心的渴望，成了吸引決策者的更大動力。
海華沙輕軌鐵路的計劃在推行之前，至少已經醞釀了10年。在1985年，明尼蘇達州交通部(Mn/DOT)發表了一份環境評估報告，說明輕軌是這條走廊的最佳選擇。在1996年，明尼蘇達州交通部再度審視這份報告，以評估在這條走廊上行駛公車捷運的可能性。不過輕軌的資金不久後就核發了，於是這條走廊採用了現今的規劃。
2001年1月17日，海華沙輕軌鐵路動土施工。第一階段在2004年6月26日順利通車，第二階段隨後也在同年12月4日通車。每一階段通車的首兩日，海華沙輕軌與當地的公車都提供免費搭乘。在通車之前，試車工作費時數月，尤其在每一階段通車前大約一個月，要按照真實班表的進行模擬。明尼亞波利斯有軌電車的停駛，與海華沙輕軌鐵路的通車，相隔整整50年又1星期。
數條未來的鐵路路線仍在審核中，並且很可能至少有一條會興建。下一條最有可能的輕軌路線是中央走廊。

## 資金與延宕

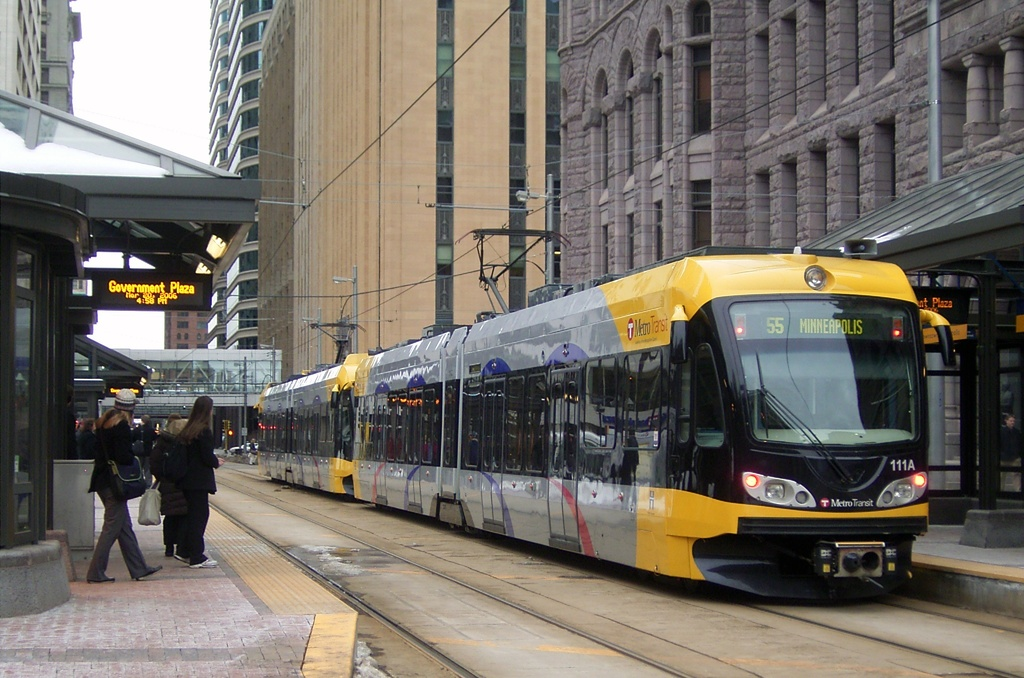
明尼亞波利斯市政府前的市政府廣場站

海華沙輕軌鐵路的興建估計花費7.15億美元，其中4.24億美元來自聯邦政府的資金。這比原先的預算高出了許多－－在1997年估計的興建費用約為4億美元。反對興建者認為預算嚴重超支，贊成者則表示花費增加的真實原因是路線延長與修改，以及通貨膨脹。最初的設計並未包含市區的起點站；南邊的終點站並未完全連接美國購物中心。倉庫區站很早就加入興建計劃中，但在興建過程中，把路線延伸到美國購物中心轉運站多花了大約4,000萬美元。實際完工的時間比預計晚了1至2年(很多文獻指出海華沙輕軌將在2003年開始營運)，主要是由於延伸到美國購物中心，增加了相當多的時間需求。這些延伸線同時也是原先規劃的路線全長為11.6英里（18.7），但實際上卻蓋了12英里（19.3）的原因。在2009年，路線向北延伸至標靶球場站，又使總長增加了數百公尺。
2004年3月，Metro Transit公車工會展開罷工行動，造成海華沙輕軌無法在4月3日如期通車，但也有跡象顯示，海華沙輕軌的通車時程原本就落後了。顯然，落後的部分原因和龐巴迪延遲運送列車有關。雖然此款設計的某些要素先前曾經測試過，但這批列車是首次針對美國標準(而非歐洲標準)而設計、具有低地板以及在龐巴迪的墨西哥工廠製造。測試工作進行時，也遭遇了一些狀況，不過龐巴迪表示，這些問題出自非凡因素。
公車在4月19日復駛；海華沙輕軌則延到6月26日通車。在公車罷工期間，軌道與列車的測試工作照常進行，因為大部分的測試工作是由龐巴迪而非Metro Transit的職員進行。已經完成訓練卻遇上罷工的輕軌駕駛，在罷工結束後接受複習課程。

## 號誌問題
號誌問題導致行駛在海華沙大道及與其相交的街道上的汽車與卡車遭遇延誤。輕軌列車行駛在明尼亞波利斯市區時，會在路口停車等候紅燈。但在其他路段，輕軌列車享有號誌優先權，與輕軌相交的路口在輕軌列車通過時會切換成紅燈，使輕軌列車能高速通過柵欄平交道。整合不同的號誌系統問題頗多，試車時曾使得一些人被擋在路口10至15分鐘仍無法通過。Metro Transit的工程師、明尼亞波利斯市政府與明尼蘇達州交通部試圖讓彼此的號誌互相配合，但交通延誤的情況在當地仍普遍。

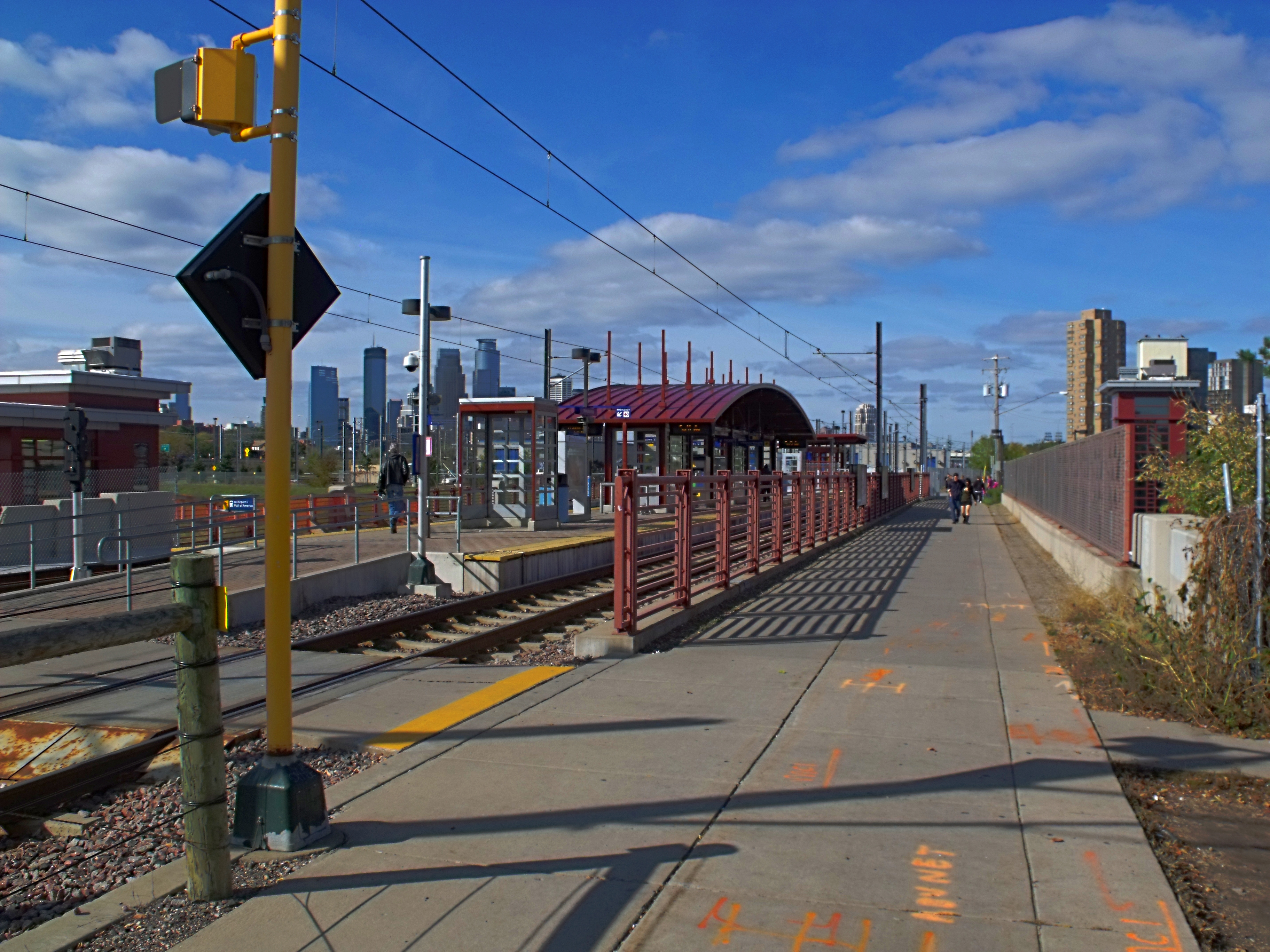
富蘭克林大道站

大約在海華沙輕軌通車時，明尼亞波利斯市議會請求聯邦公路管理局提供協助處理此問題，聯邦公路管理局同意在許可時派遣有經驗的工程師來解決問題。但後來發現，欲改善問題須在號誌規劃上進行大幅度的改動。
交通延誤的原因一部分與列車汽笛有關。輕軌鐵路沿線的居明曾經抱怨氣笛聲音太大，於是運輸當局把汽笛聲音降低。但這麼一來汽笛聲不易在遠處聽見，所以行駛速度被迫下降。部分地區的速限由89公里每小時降到72公里每小時。沿線平交道與號誌的設計，是在當列車距離路口尚有某固定距離時觸發，所以營運速度下降造成了平交道柵欄過早放下。
在2005年2月，從剩餘的建造經費當中撥出了30萬至40萬美元修改號誌，以改善交通流動。進行的改變包括把縮減平交道觸發點至路口的距離，調整平交道的電腦程式使柵欄能更快速的升降，修改當列車停靠在平交道附近的車站時的號誌秒差，以及更改沿線的人行道。這些措施預估能使周圍道路的等待時間縮短20至40秒。

## 外部連結
- Metro Transit的海華沙輕軌(55路車)網頁 （页面存档备份，存于）
- 大都市理事會的海華沙輕軌網頁
- 海華沙計劃
- 海華沙輕軌照片集錦 （页面存档备份，存于）
- 海華沙輕軌路線圖與時刻表 （页面存档备份，存于）
- 海華沙輕軌路線圖(按比例繪製) （页面存档备份，存于）